# Orchies
Orchies est une commune française située dans le département du Nord (59), en région Hauts-de-France en Flandre romane. Ses habitants sont appelés les Orchésiens. La ville et ses alentours ont appartenu au comté de Flandre, au royaume de France, aux Pays-Bas espagnols et aux Pays-Bas méridionaux (ou Belgica Regia en latin).
Le nom jeté des habitants est les Pourchots, signifiant « pourceaux, porcs » en picard.
La ville est aussi réputée pour être la capitale mondiale de la chicorée car c'est dans cette ville que l'entreprise Leroux est basée.

## Géographie

### Localisation
Elle est distante de 26 km (A23) de Lille, 30 km (A23) de Valenciennes, 19 km de Douai et 19 km de Tournai.
Orchies est la plus grande ville de la région du Pévèle. Elle est située dans le parc naturel régional Scarpe-Escaut
| Auchy-lez-Orchies | Nomain     |                 |
|                   | Orchies    | Landas          |
| Coutiches         | Bouvignies | Beuvry-la-Forêt |

### Hydrographie

#### Réseau hydrographique
La commune est située dans le bassin Artois-Picardie. Elle est drainée par le Courant de l'Hôpital, le ruisseau Delcroix, l'Houssoye, l'Orchies et un autre petit cours d'eau,.
Le Courant de l'Hôpital, d'une longueur de 29 km, prend sa source dans la commune de Auchy-lez-Orchies et se jette  dans la Scarpe canalisée à Thun-Saint-Amand, après avoir traversé 13 communes.

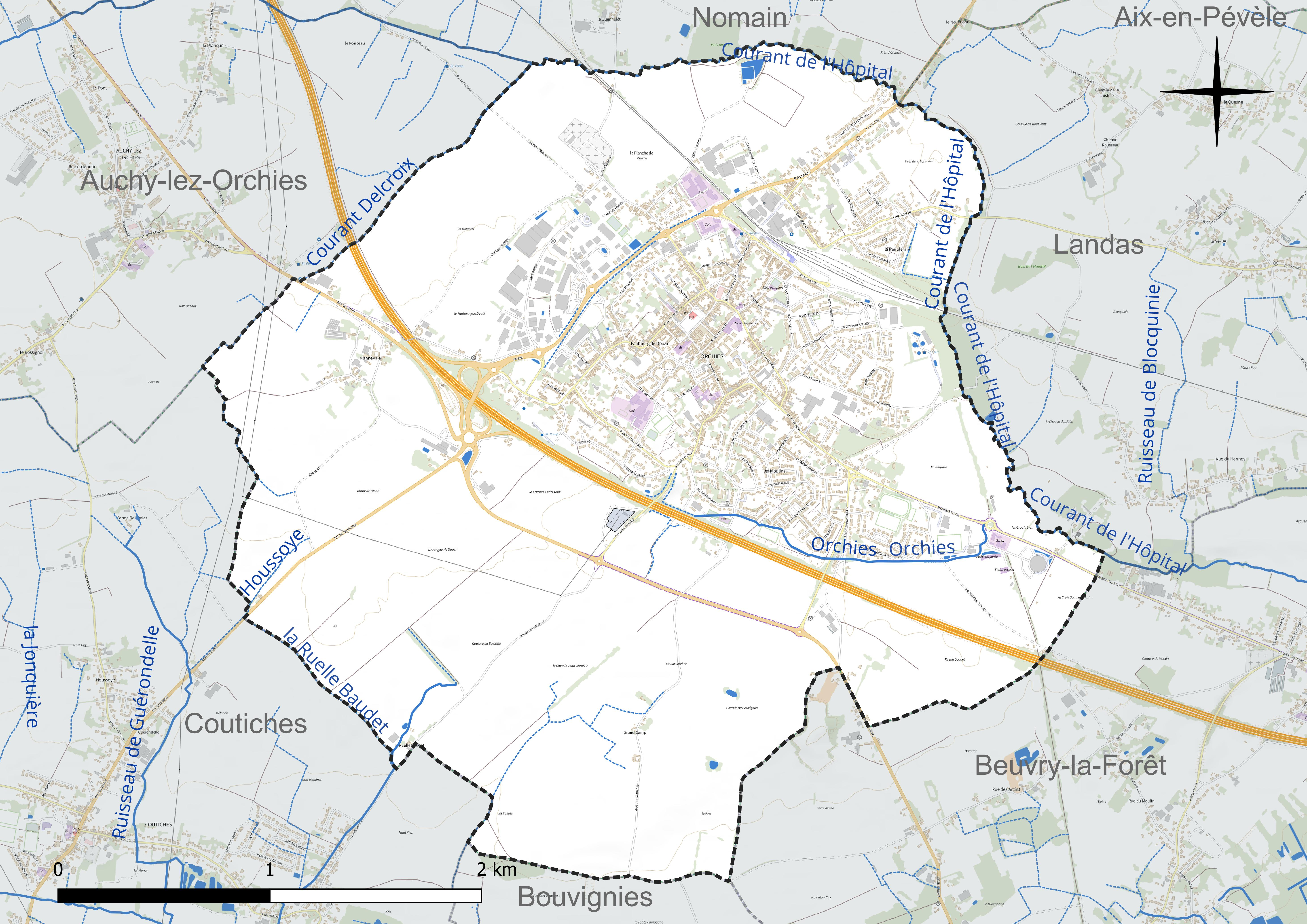
Réseau hydrographique d'Orchies.

#### Gestion et qualité des eaux
Le territoire communal est couvert par le schéma d'aménagement et de gestion des eaux (SAGE) « Scarpe aval ». Ce document de planification concerne un territoire de 624 km2 de superficie, délimité par le bassin versant de la Scarpe aval, comprenant la Pévèle, la plaine de la Scarpe et le bassin minier avec l'Ostrevent. Le périmètre a été arrêté le 18 mars 1997 et le SAGE proprement dit a été approuvé le 12 mars 2009, puis révisé le 5 juillet 2021. La structure porteuse de l'élaboration et de la mise en œuvre est le parc naturel régional Scarpe-Escaut.
La qualité des cours d'eau peut être consultée sur un site dédié géré par les agences de l'eau et l'Agence française pour la biodiversité.

### Climat
Pour des articles plus généraux, voir Climat des Hauts-de-France et Climat du Nord.
En 2010, le climat de la commune est de type climat océanique dégradé des plaines du Centre et du Nord, selon une étude du CNRS s'appuyant sur une série de données couvrant la période 1971-2000. En 2020, Météo-France publie une typologie des climats de la France métropolitaine dans laquelle la commune est exposée à un climat océanique et est dans la région climatique Nord-est du bassin Parisien, caractérisée par un ensoleillement médiocre, une pluviométrie moyenne régulièrement répartie au cours de l'année et un hiver froid (3 °C).
Pour la période 1971-2000, la température annuelle moyenne est de 10,6 °C, avec une amplitude thermique annuelle de 14,5 °C. Le cumul annuel moyen de précipitations est de 701 mm, avec 12 jours de précipitations en janvier et 9 jours en juillet. Pour la période 1991-2020, la température moyenne annuelle observée sur la station météorologique la plus proche, située sur la commune de Cappelle-en-Pévèle à 6 km à vol d'oiseau, est de 11,1 °C et le cumul annuel moyen de précipitations est de 736,6 mm,. Pour l'avenir, les paramètres climatiques de la commune estimés pour 2050 selon différents scénarios d'émission de gaz à effet de serre sont consultables sur un site dédié publié par Météo-France en novembre 2022.

## Urbanisme

### Typologie
Au 1er janvier 2024, Orchies est catégorisée centre urbain intermédiaire, selon la nouvelle grille communale de densité à sept niveaux définie par l'Insee en 2022.
Elle appartient à l'unité urbaine d'Orchies, une agglomération intra-départementale regroupant cinq  communes, dont elle est ville-centre,,. Par ailleurs la commune fait partie de l'aire d'attraction de Lille (partie française), dont elle est une commune de la couronne,. Cette aire, qui regroupe 201 communes, est catégorisée dans les aires de 700 000 habitants ou plus (hors Paris),.

### Occupation des sols
L'occupation des sols de la commune, telle qu'elle ressort de la base de données européenne d'occupation biophysique des sols Corine Land Cover (CLC), est marquée par l'importance des territoires agricoles (67,8 % en 2018), en diminution par rapport à 1990 (74,6 %). La répartition détaillée en 2018 est la suivante : 
terres arables (64,6 %), zones urbanisées (26,1 %), zones industrielles ou commerciales et réseaux de communication (6,1 %), prairies (1,7 %), zones agricoles hétérogènes (1,5 %). L'évolution de l'occupation des sols de la commune et de ses infrastructures peut être observée sur les différentes représentations cartographiques du territoire : la carte de Cassini (XVIIIe siècle), la carte d'état-major (1820-1866) et les cartes ou photos aériennes de l'IGN pour la période actuelle (1950 à aujourd'hui).

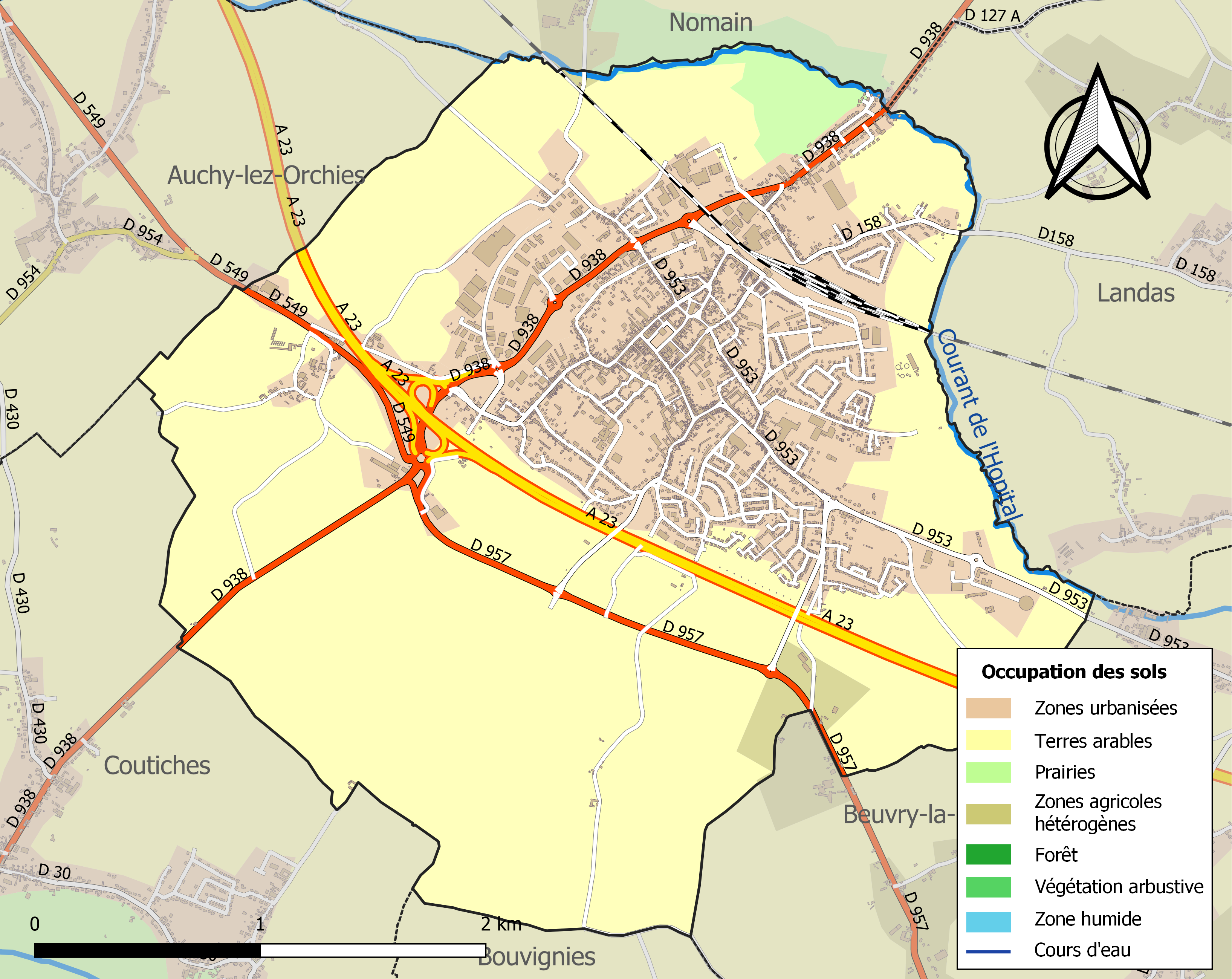
Carte des infrastructures et de l'occupation des sols de la commune en 2018 (CLC).

### Projets urbains et planification
Le Pôle d'Échange de la gare a été aménagé. L'objectif est d'améliorer l'intermodalité des transports. Il permet de connecter efficacement les lignes de bus et le chemin de fer (lignes de Fives à Hirson, de Somain à Halluin et de Pont-de-la-Deûle à Bachy-Mouchin).
Un schéma de cohérence territorial (SCOT) est en cours[Quand ?] de réalisation sur le Douaisis. La communauté de communes du Cœur de Pévèle est l'une des quatre intercommunalités faisant partie du périmètre.
Orchies fait partie du Pays Pévèlois, au sens de la LOADDT.
Orchies bénéficie du projet Piste, menée dans le cadre du programme européen Interreg III[Quand ?]. Il s'agit d'un projet transfrontalier de formation-insertion socio-professionnelle de jeunes en difficulté. Leur insertion s'effectue par leur implication dans des travaux de restauration et de valorisation du patrimoine. Par le biais d'un chantier-école, le gîte « Albert herman » a été restauré[Quand ?].

### Voies de communication et transports

#### Desserte routière
Orchies se situe :
- à l'extrémité nord de la RD 953 (ancienne route nationale 353, reliant la commune à Saint-Amand-les-Eaux.
- sur la D938 (Douai > Mouchin > Tournai)
- à l'extrémité sud de la D549 (ancienne route nationale 49 vers Seclin)
- à l'extrémité nord de la D957 (ancienne route nationale 357 vers Marchiennes et Somain).

#### Transports en commun
Autobus
Orchies constitue un centre de réseau particulièrement important. Le réseau interurbain du Nord (secteur Arc en ciel 2) fait passer 6 lignes d'autobus par Orchies, dont cinq ayant leur terminus à la gare d'Orchies.
- La ligne 201 (Aniche > Somain > Orchies > Villeneuve d'Ascq)
- La ligne 207  (Orchies > Douai).
- La ligne 221  (Orchies > Templeuve-en-Pévèle > Lille).
- La ligne 224  (Orchies > Saint-Amand-les-Eaux).
- La ligne 225  (Orchies > Mouchin).
- La ligne 234  (Orchies > Saméon).

Des bus scolaires assurant des liaisons principalement de et vers le Collège du Pévèle, l'Institut de Genech ou le lycée Charlotte Perriand (Genech) passent par Orchies.
Train

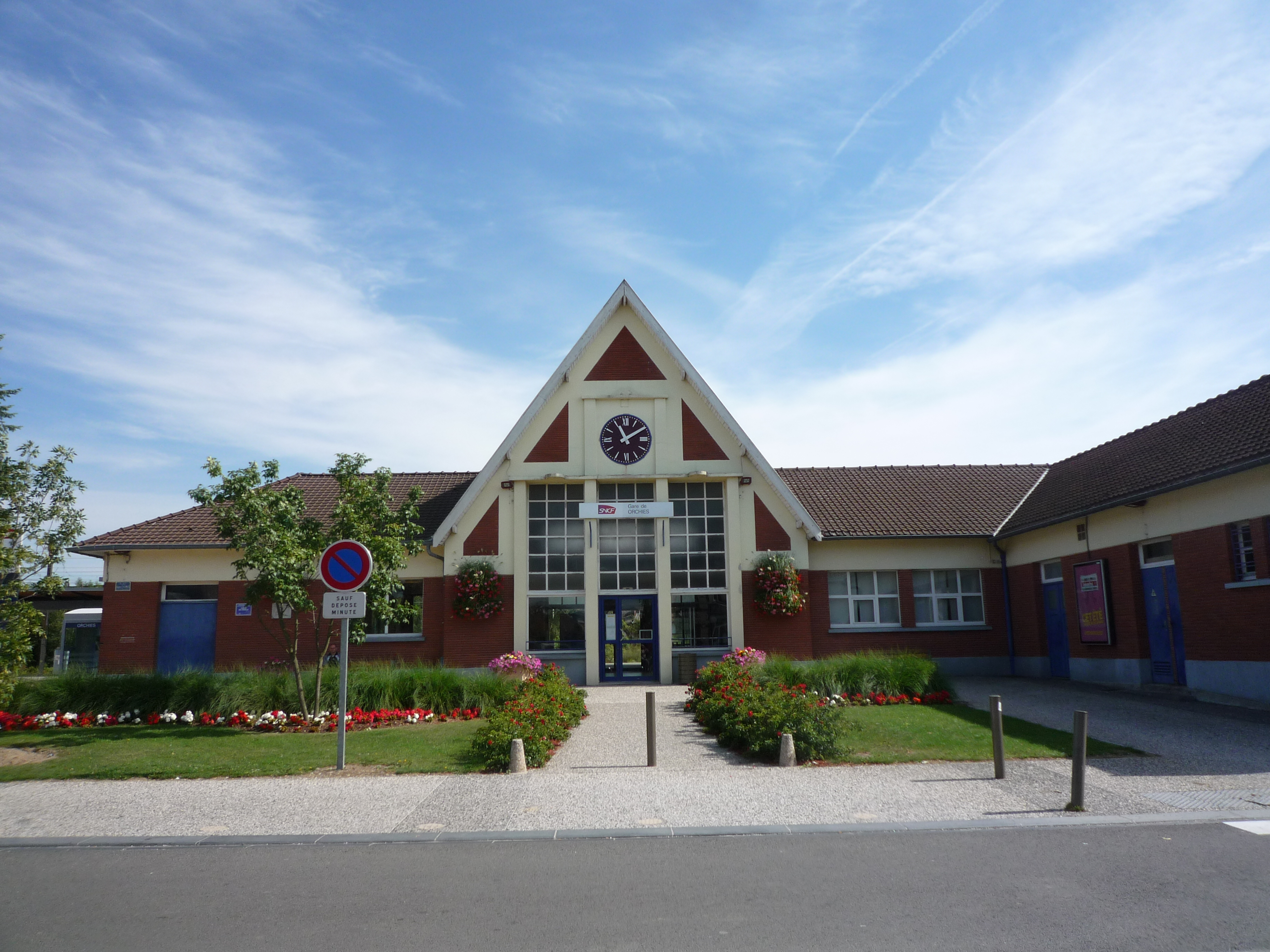
Orchies - Façade extérieure de la gare

Située sur les lignes de Fives à Hirson, de Somain à Halluin et de Pont-de-la-Deûle à Bachy-Mouchin, Orchies est équipée d'une gare ouverte desservie par des TER Hauts-de-France. Ces trains permettent de rejoindre Lille-Flandres, Valenciennes, Aulnoye-Aymeries, Jeumont, Cambrai, Hirson et Charleville-Mézières depuis Orchies.

## Toponymie
La commune tirerait son nom du mot Oorschie en flamand.
On a longtemps pensé que Ptolémée a considéré Orgiacum (supposé être l'ancien nom galloromain d'Orchies) comme capitale des Atrébates, alors que d'autres sources citaient plutôt Nemetacum. Le géographe allemand Philippe Cluvier a estimé que Ptolémée s'était trompé. La confusion a persisté depuis le XVIe siècle dans divers ouvrages d'Histoire de l'antiquité et en particulier de la Gaule antique.
Selon Pierre Leman (qui fut Directeur des Antiquités du Nord / Pas-de-Calais -actuellement Service régional de l'archéologie-) P. Cluvier a extrait de la littérature savante de son temps le terme d' Origiacum comme signifiant Orchies, mais des analyses récentes ont conclu que Orgiacum n'a jamais existé chez Ptolémée ; le mot résulterait d'une succession d'erreurs de copistes des manuscrits de Ptolémée, erreurs ensuite reprises par les éditeurs et imprimeurs jusqu'au XXe siècle. Nemetacum serait donc bien capitale incontestée du peuple des Atrébates. Il note aussi que les fouilles archéologiques faites à Orchies n'ont d'ailleurs jamais pu mettre au jour les traces d'une capitale antique, ajoutant que même si Origiacum avait existé, l'onomastique ne conclurait pas à un lien avec le nom Orchies.

## Histoire
Avant la Révolution française, Orchies était composée de différents fiefs pouvant donner à leur propriétaire le titre de seigneur. C'est le cas de la terre du Metz, située sur Orchies, qui a été le 3 décembre 1622, par lettres données à Bruxelles (la région était alors espagnole), érigée en seigneurie vicomtière au bénéfice de Philippe de Bassecourt, gentilhomme, demeurant au village d'Auchy, dont les Bassecourt ont été seigneurs pendant un siècle.
En 1297 Philippe le Bel fait son entrée dans la ville pendant sa campagne contre le comte de Flandre révolté : Orchies est rattachée ensuite au domaine royal en 1305 par le traité d'Athis-sur-Orge (c'est le Transport de Flandre). Néanmoins, la ville fut rendue au comté de Flandres à l'occasion du mariage du frère du roi Charles V, le duc de Bourgogne Philippe le Hardi, avec l'héritière du comté de Flandre. En 1477 la ville fut pillée par les troupes du roi de France Louis XI dans la guerre contre Maximilien de Habsbourg pour récupérer la province à la suite de l'extinction des ducs de Bourgogne. La ville ne redevint française qu'en 1668 par le traité d'Aix-la-Chapelle, qui met fin à la guerre de Dévolution entre la France et l'Espagne.
De 1708 à 1712 les troupes britanniques et néerlandais occupèrent la ville.
Elle est prise de nombreuses fois par les coalisés, puis reprise par la France, durant les guerres de la Révolution française. Le premier siège victorieux est celui des Autrichiens, qui entrent dans la ville le 21 juillet 1792.
En 1802-1803, pour les transports, la ville est située sur le trajet des diligences, aller et retour, reliant Lille à Valenciennes, et des diligences Tournai-Douai.
En 1808, Orchies est un dépôt principal de sûreté, centre de détention intermédiaire entre les dépôts de sûreté et les prisons.
Première Guerre mondiale
La ville,, 

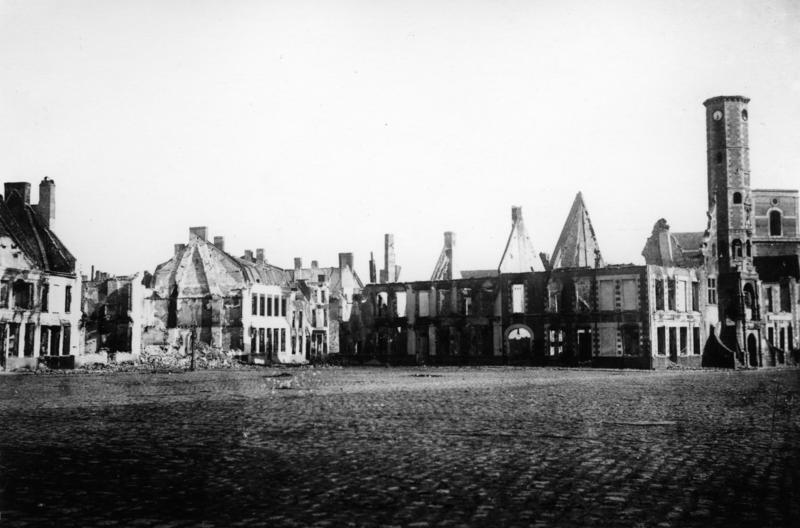
La place d'Orchies en 1914 (photographie d'archive allemande).

incendiée par les troupes allemandes le 25 septembre 1914, est totalement détruite en 1914 lors de la Première Guerre mondiale,,.
Elle est libérée le 19 octobre 1918 par les forces britanniques du 1er bataillon du Cambridgeshire Régiment ; cet épisode est connu des historiens et mentionné dans l'historique de ce régiment[réf. nécessaire]. La reconstruction de la ville dure jusqu'en 1925
Elle a été décorée de la croix de guerre 1914-1918 le 10 août 1920.
Seconde Guerre mondiale
Lors de la bataille de France, la population fuit en mai-juin 1940 vers la Bretagne[réf. nécessaire]. Le 29 mai 1940, Orchies est bombardé et incendié par l'aviation allemande. Quinze ans seront nécessaires pour reconstruire une nouvelle fois la ville.
À la fin de la Seconde Guerre mondiale, elle est décorée de la croix de guerre 1939-1945.

## Politique et administration

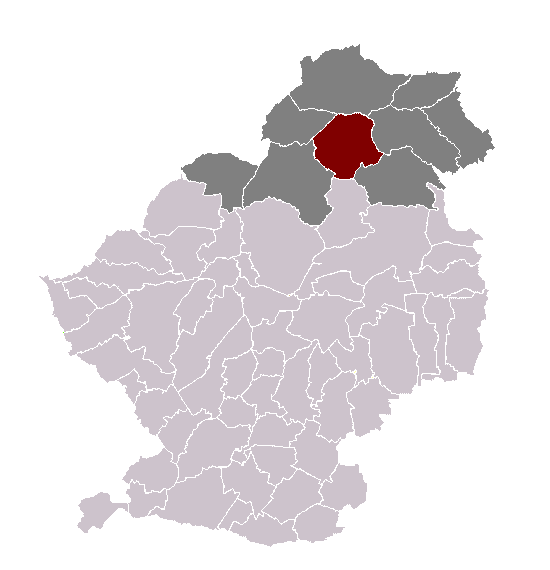
Orchies dans son canton (dans sa composition d'avant 2014) et son arrondissement.

### Rattachements administratifs et électoraux
La commune se trouve dans l'arrondissement de Douai du département du Nord. Pour l'élection des députés, elle fait partie depuis 1986 de la sixième circonscription du Nord.
Elle était depuis 1793 le chef-lieu du canton d'Orchies. Dans le cadre du redécoupage cantonal de 2014 en France, ce canton, dont la commune est désormais le bureau centralisateur, est modifié, passant de 9 à 16 communes.

### Intercommunalité
La commune a créé fin 2001 la communauté de communes Cœur de Pévèle, avec Beuvry-la-Forêt.
Dans le cadre de la Réforme des collectivités territoriales françaises, cette intercommunalité fusionne avec d'autres, pour former le 1er janvier 2014 la communauté de communes Pévèle Carembault, dont la commune est désormais membre.

### Tendances politiques et résultats
Lors du premier tour des élections municipales le 15 mars 2020, vingt-neuf sièges sont à pourvoir ; on dénombre 6 757 inscrits, dont 2 647 votants (39,17 %), 45 votes blancs (1,70 %) et 2 538 suffrages exprimés (95,88 %). La liste étiquetée divers gauche Pour Orchies menée par le maire sortant Ludovic Rohart recueille 2 147 voix (84,59 %) et remporte ainsi vingt-huit sièges au conseil municipal contre un pour la liste communiste Rassemblement populaire et citoyen pour Orchies menée par Nadine Canteloup avec 298 voix (11,74 %). La liste d'extrême gauche Lutte ouvrière - faire entendre le camp des travailleurs menée par Léa Demory n'obtient pas de siège avec 93 voix (3,66 %),.

### Liste des maires
Josson, membre en 1802-1803 du conseil d'arrondissement de Douai, avant cette date a été maire d'Orchies.

### Jumelage
| Ville | Ville | Pays | Pays        |
| ----- | ----- | ---- | ----------- |
|       | Kelso |      | Royaume-Uni |

## Population et société

### Démographie

#### Évolution démographique
L'évolution du nombre d'habitants est connue à travers les recensements de la population effectués dans la commune depuis 1793. Pour les communes de moins de 10 000 habitants, une enquête de recensement portant sur toute la population est réalisée tous les cinq ans, les populations de référence des années intermédiaires étant quant à elles estimées par interpolation ou extrapolation. Pour la commune, le premier recensement exhaustif entrant dans le cadre du nouveau dispositif a été réalisé en 2005.

En 2022, la commune comptait 8 390 habitants, en évolution de −2,83 % par rapport à 2016 (Nord : +0,51 %, France hors Mayotte : +2,11 %).
| 1793  | 1800  | 1806  | 1821  | 1831  | 1836  | 1841  | 1846  | 1851  |
| ----- | ----- | ----- | ----- | ----- | ----- | ----- | ----- | ----- |
| 2 962 | 2 778 | 2 841 | 3 086 | 3 425 | 3 484 | 3 568 | 3 524 | 3 508 |

| 1856  | 1861  | 1866  | 1872  | 1876  | 1881  | 1886  | 1891  | 1896  |
| ----- | ----- | ----- | ----- | ----- | ----- | ----- | ----- | ----- |
| 3 606 | 3 708 | 3 688 | 3 721 | 3 575 | 3 757 | 3 859 | 3 918 | 4 137 |

| 1901  | 1906  | 1911  | 1921  | 1926  | 1931  | 1936  | 1946  | 1954  |
| ----- | ----- | ----- | ----- | ----- | ----- | ----- | ----- | ----- |
| 4 305 | 4 438 | 4 654 | 3 555 | 4 636 | 4 955 | 5 046 | 4 746 | 5 278 |

| 1962  | 1968  | 1975  | 1982  | 1990  | 1999  | 2005  | 2006  | 2010  |
| ----- | ----- | ----- | ----- | ----- | ----- | ----- | ----- | ----- |
| 5 863 | 5 972 | 5 756 | 5 587 | 6 945 | 7 472 | 8 172 | 8 263 | 8 178 |

| 2015  | 2020  | 2022  | - | - | - | - | - | - |
| ----- | ----- | ----- | - | - | - | - | - | - |
| 8 472 | 8 529 | 8 390 | - | - | - | - | - | - |

#### Pyramide des âges
La population de la commune est relativement jeune.
En 2018, le taux de personnes d'un âge inférieur à 30 ans s'élève à 36,6 %, soit en dessous de la moyenne départementale (39,5 %). À l'inverse, le taux de personnes d'âge supérieur à 60 ans est de 23,3 % la même année, alors qu'il est de 22,5 % au niveau départemental.
En 2018, la commune comptait 4 101 hommes pour 4 635 femmes, soit un taux de 53,06 % de femmes, légèrement supérieur au taux départemental (51,77 %).
Les pyramides des âges de la commune et du département s'établissent comme suit.
| Hommes | Classe d’âge | Femmes |
| ------ | ------------ | ------ |
| 0,6    | 90 ou +      | 1,9    |
| 5,0    | 75-89 ans    | 8,3    |
| 14,4   | 60-74 ans    | 16,0   |
| 20,5   | 45-59 ans    | 21,7   |
| 20,3   | 30-44 ans    | 17,7   |
| 19,7   | 15-29 ans    | 19,1   |
| 19,4   | 0-14 ans     | 15,3   |

| Hommes | Classe d’âge | Femmes |
| ------ | ------------ | ------ |
| 0,5    | 90 ou +      | 1,4    |
| 5,3    | 75-89 ans    | 8,1    |
| 14,8   | 60-74 ans    | 16,2   |
| 19,1   | 45-59 ans    | 18,4   |
| 19,5   | 30-44 ans    | 18,7   |
| 20,7   | 15-29 ans    | 19,1   |
| 20,2   | 0-14 ans     | 18     |

### Sports
Le Basket Club d'Orchies (BCO) évolue depuis 2016 en NM1, troisième division de la Fédération Française de Basket-Ball[réf. nécessaire].

### Secteur pavé d'Orchies

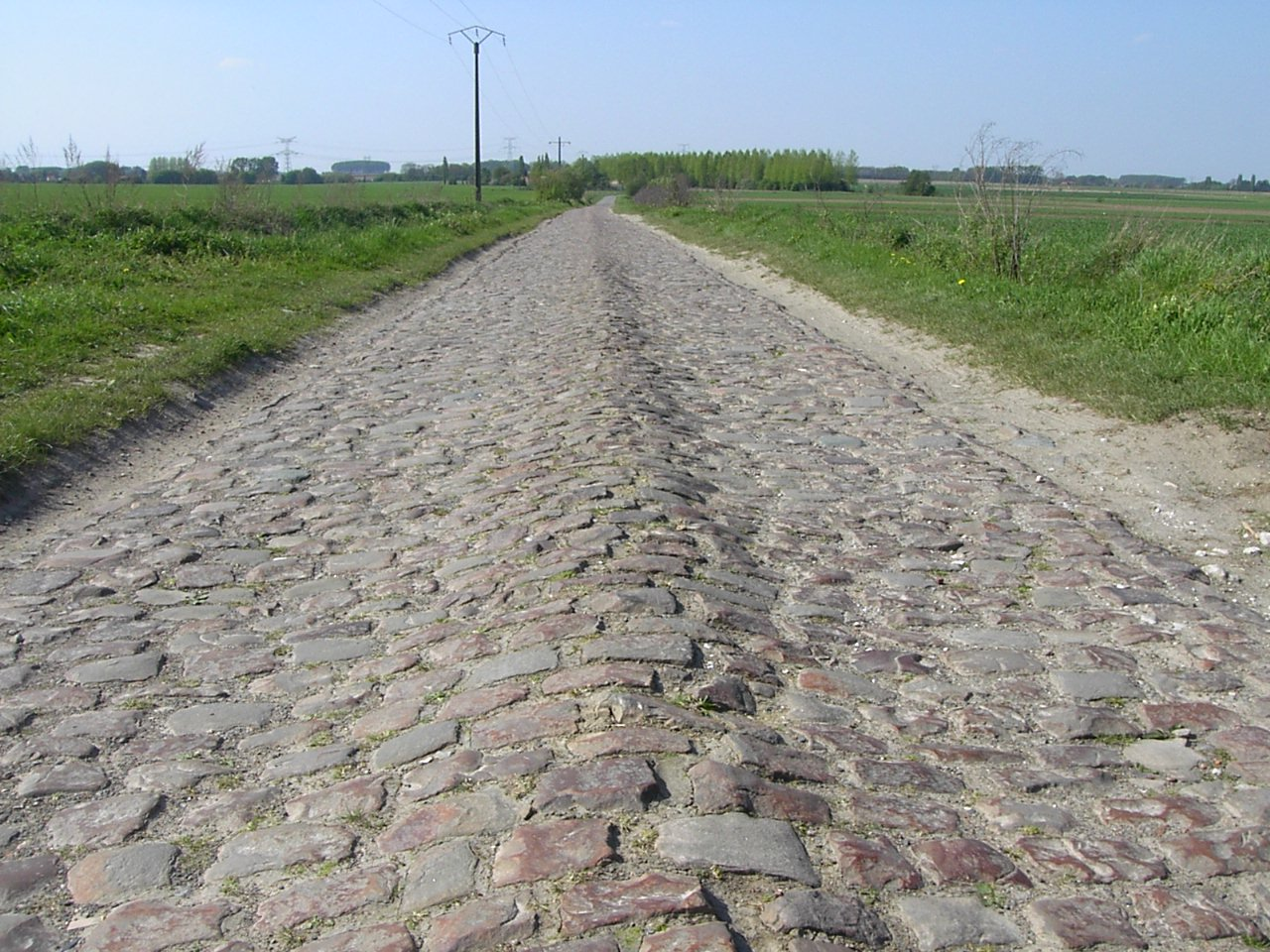
secteur pavé d'Orchies

- aussi dénommé Pavé du chemin des abattoirs est un secteur pavé de  1,7 km emprunté lors de la course cycliste Paris-Roubaix situé dans la commune  avec une difficulté actuellement classée trois étoiles[56]. Le début du secteur pavé est dénommé Chemin des prières.
- Quatre Jours de Dunkerque 2014: Au départ d'Hazebrouck, le 8 mai 2014, la deuxième étape de l'épreuve d'une longueur de 166,9 kilomètres se terminait dans la commune[57]. Comportant à trois reprises le secteur pavé d'Orchies, cette étape fut disputée dans des conditions climatiques difficiles, marquées par de la pluie et du vent, ce qui accentue la difficulté du passage des pavés[58].
- Tour de France 1936: Au départ de Lille, le mercredi 8 juillet 1936 la deuxième étape de l'épreuve passait dans la commune. Cette étape a été marquée par le forçage des coureurs au passage à niveau[59][pas clair].
- Tour de France 2012 : Orchies est la ville départ de la 3e étape, qui se terminait, après 197 kilomètres de course à Boulognes-sur-Mer.

## Économie
Orchies est le siège de la Société Leroux (130 p., 28M € CA en 2018). Cette entreprise est Leader mondial pour la production et la transformation de la chicorée. En 2008, Leroux a fêté ses 150 ans.
De nombreuses entreprises sont implantées sur la zone d'activités de la Carrière Dorée (19 hectares), localisée à proximité immédiate de l'échangeur autoroutier. La société SEPAC est responsable de l'aménagement et de la commercialisation de la zone.

## Culture locale et patrimoine

### Lieux et monuments
Architecture civile

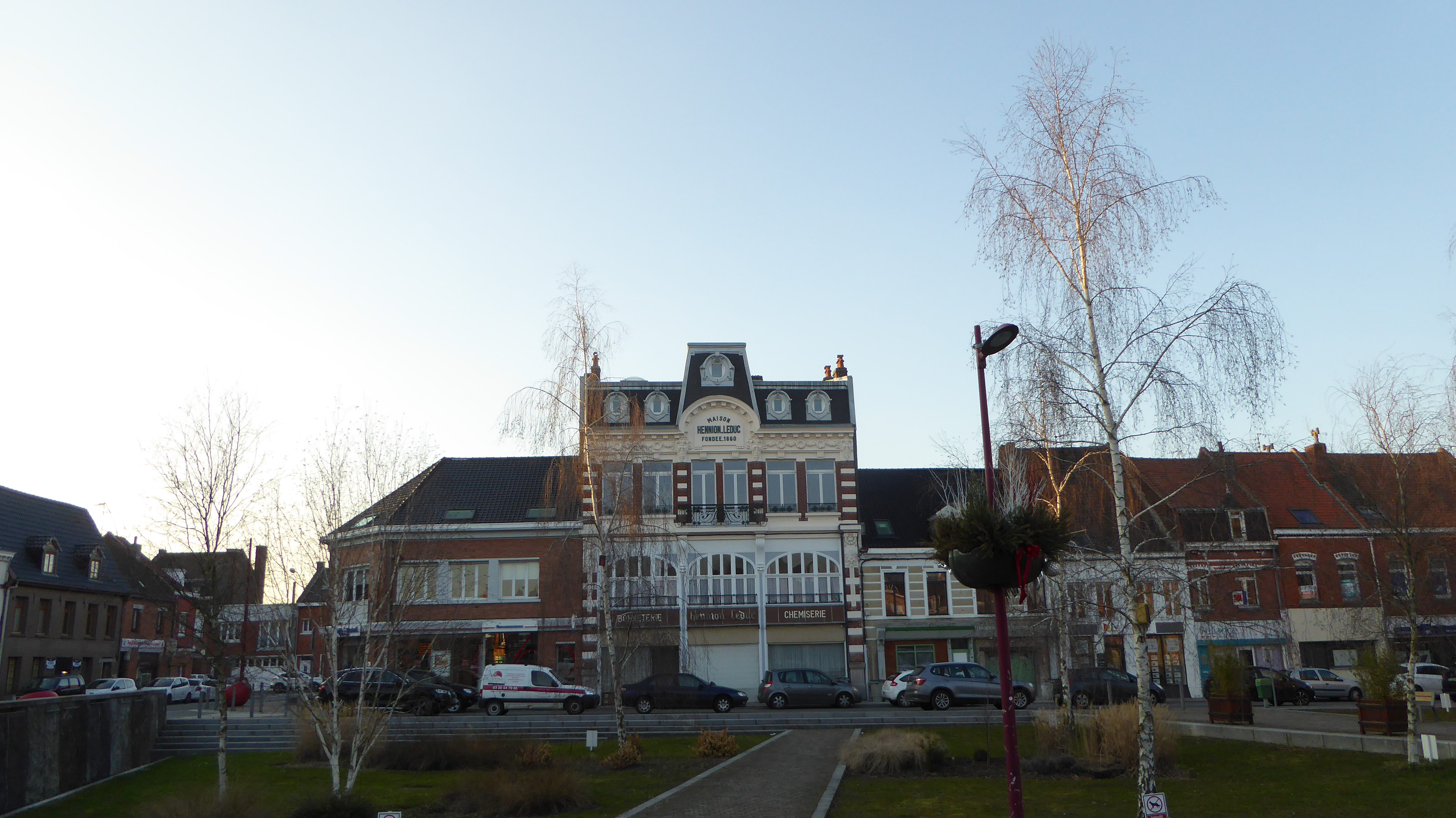
Maison Hennion Leduc sur la Grand'Place

- La grand'Place a été totalement rénovée en 2007[60]

- L'hôtel de ville, érigé en 1610 dans un style renaissance flamande en briques et pierre, qui a subi d'importantes destructions lors de la Première Guerre mondiale et dont la reconstruction a été inaugurée en 1927 en présence de Raymond Poincaré alors président du Conseil.

En 1992, l'édifice est surélevé d'un étage, pratiquement invisible de l'extérieur.
- La gare d'Orchies.
- Vestiges des anciens remparts dont la tour à Diable datant de 1414
- L'hôtel Warocquier (1860), hôtel particulier de style néo-Renaissance florentine, bâti par l'architecte Léon Lejuste[61].
- Le monument aux morts érigé en 1922 dans rue des Combattants. Il inclut la statue La Victoire en chantant, réalisée par Charles Édouard Richefeu.

Architecture religieuse
- L'église Notre-Dame de l'Assomption, qui a été totalement détruite pendant les deux Guerres mondiales[62],[63], contient un carillon de 48 cloches, coulées en 1995 en Allemagne. Des concerts permettent d'écouter l'instrument[28]

Patrimoine industriel

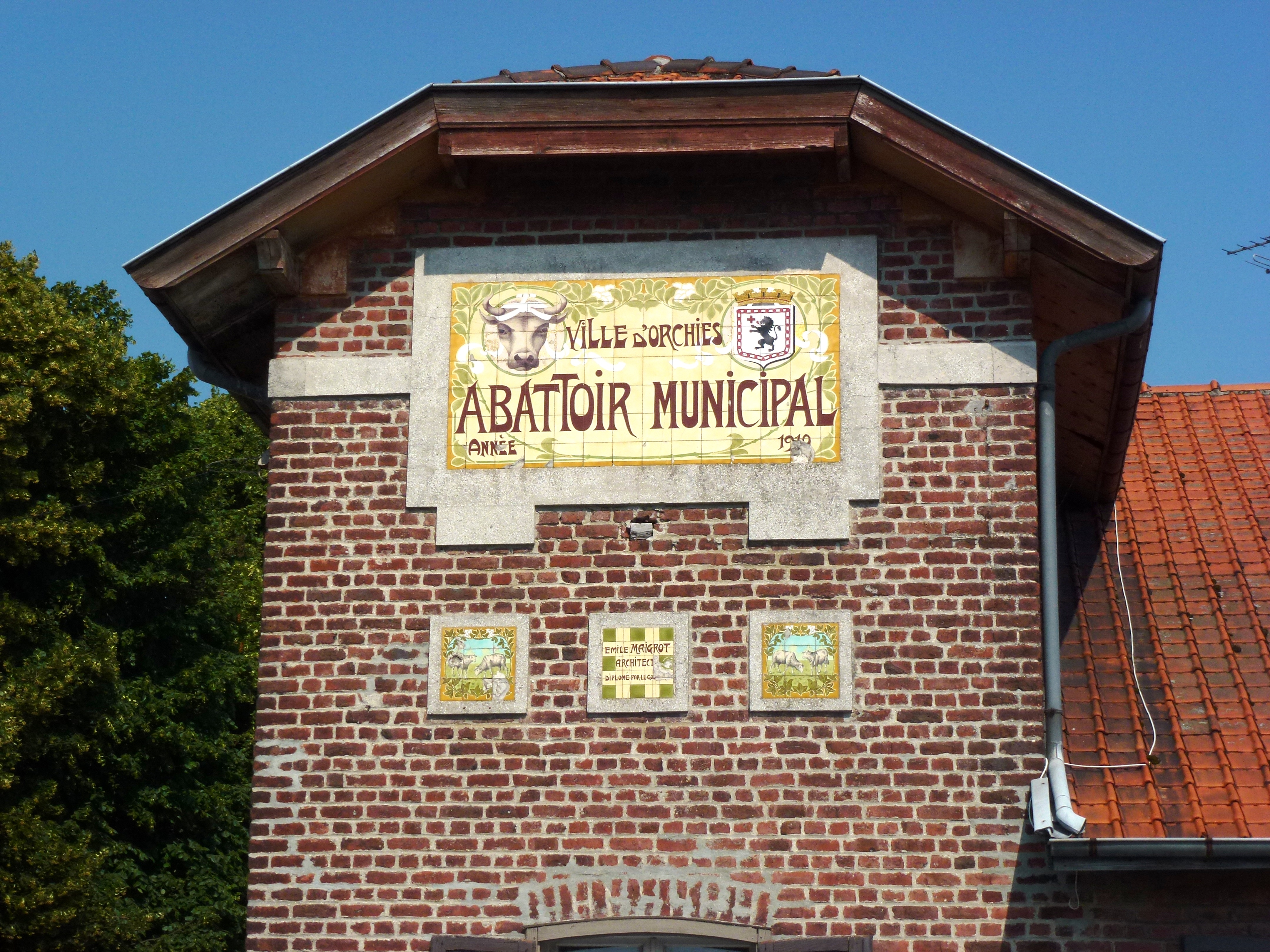
Orchies (Nord, Fr) abattoir communal

- On peut aussi remarquer les faïences décoratives ornant certaines façades, notamment celle des anciens abattoirs.
- L'usine de la Société Leroux.
- L'ancienne Brasserie Bocquet, 49 rue Léon Rudent[64] et l'ancienne brasserie Waymel[65], 28 rue Jules Ferry, toutes deux de la fin du XIXe siècle.

### Musée

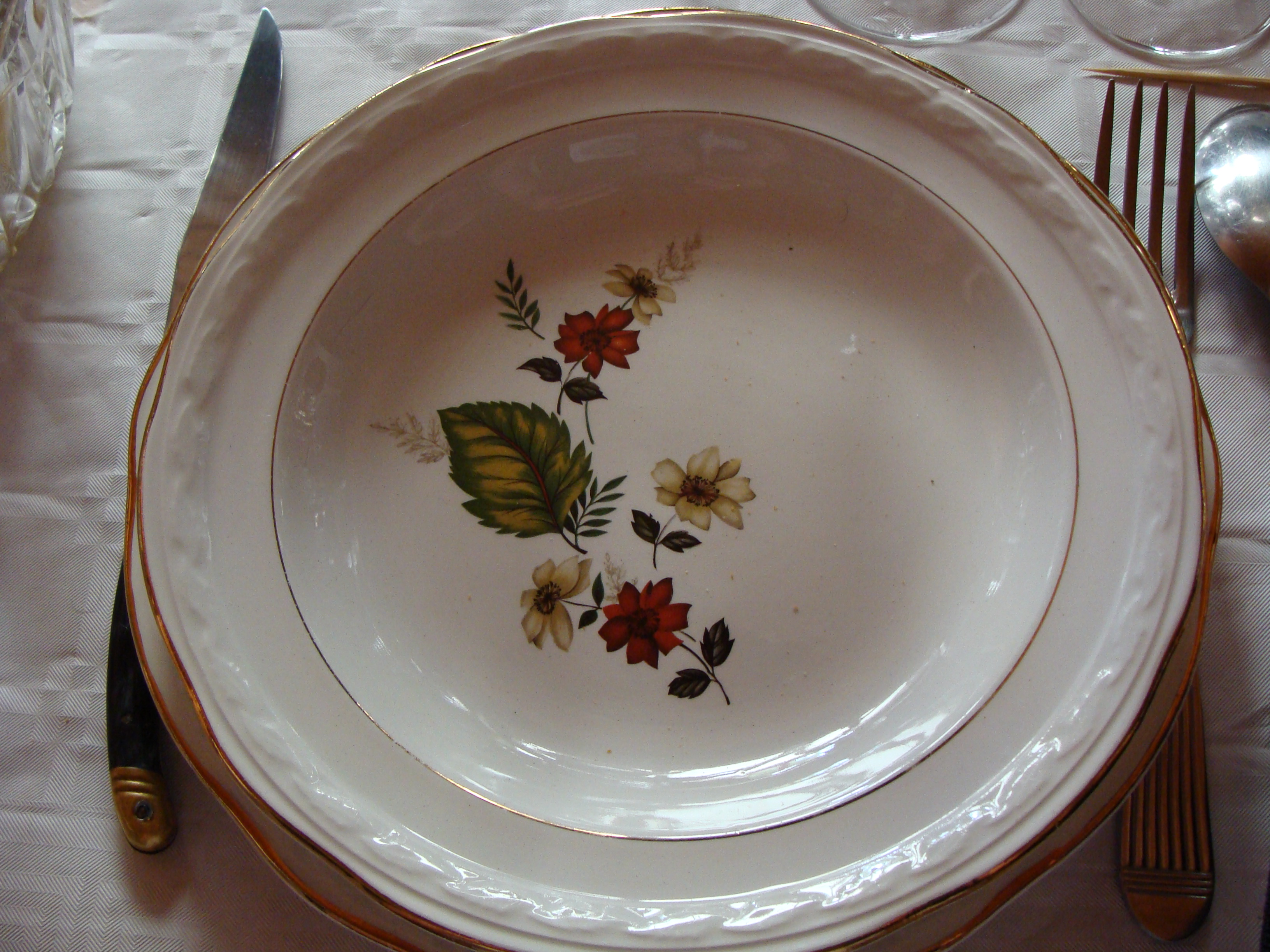
Assiette produite par la manufacture de faïence du moulin des Loups

- La maison de la Chicorée d'Orchies: elle est particulièrement réputée pour son musée de la chicorée située no 25 rue Jules Roch, témoin d'une activité florissante datant de 1858. Le musée a fermé ses portes le 31 octobre 2018[66] pour des raisons budgétaires.

Vues d'Orchies
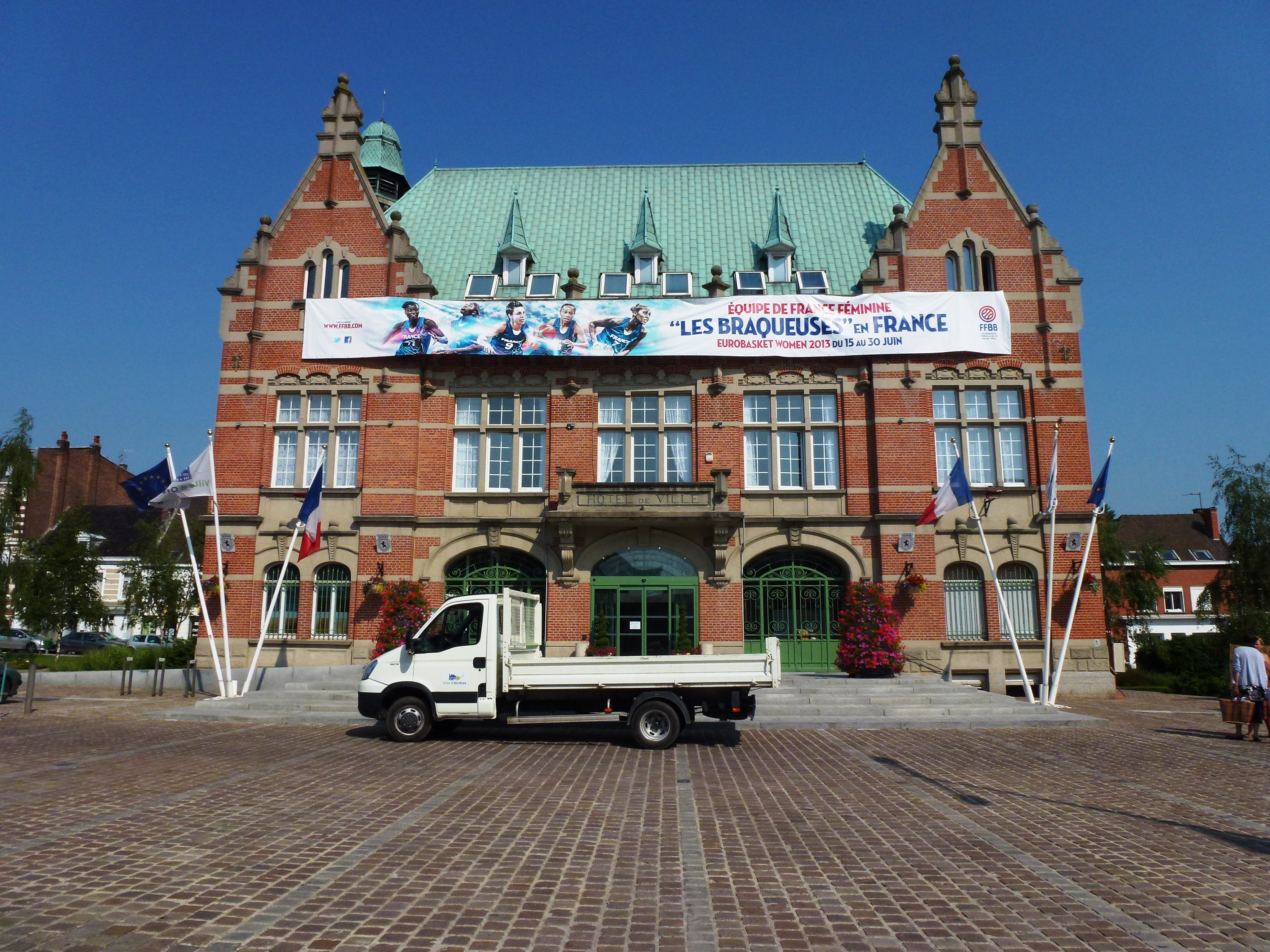
La façade de la mairie.
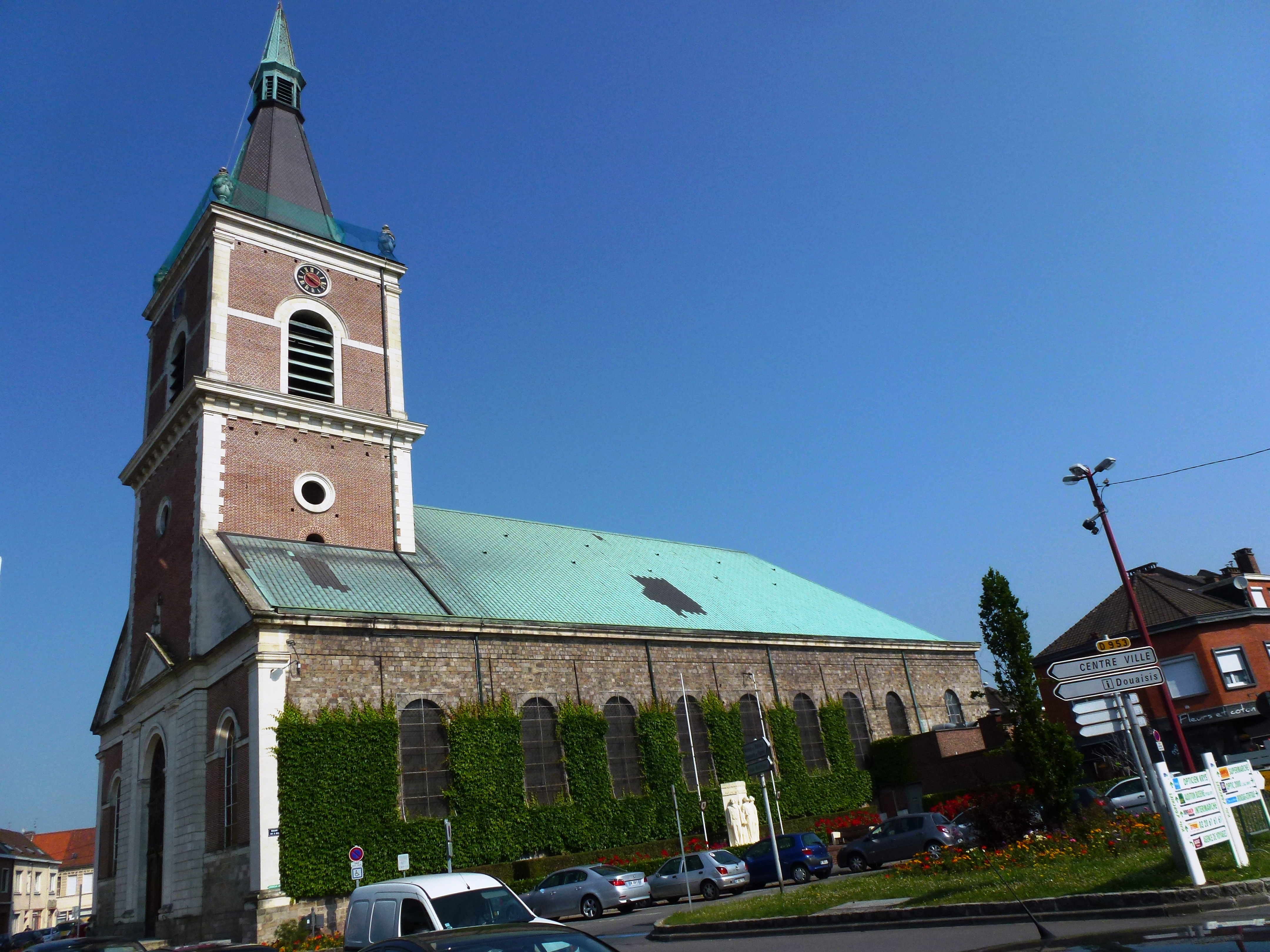
L'église Notre-Dame.
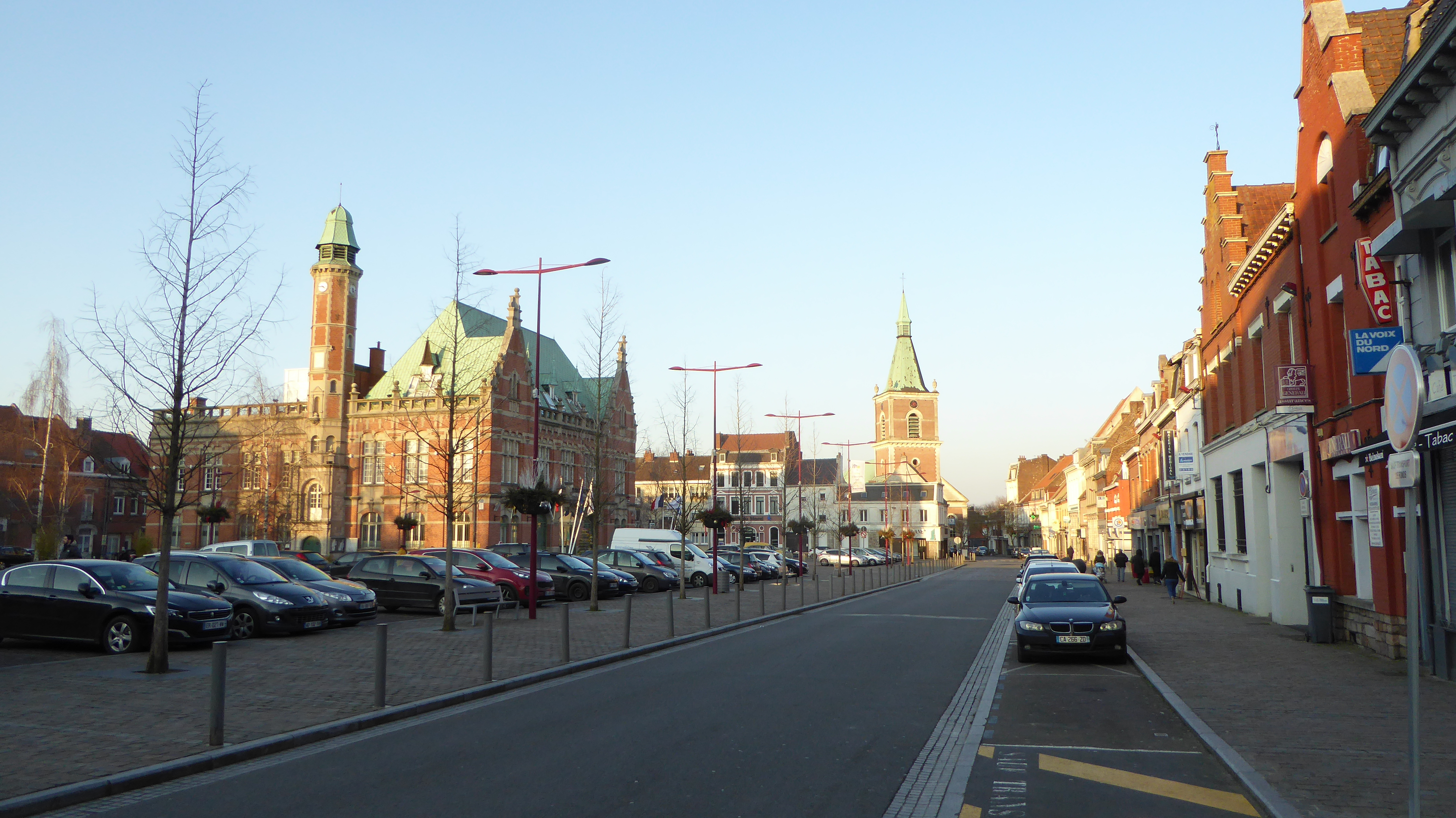
L'Hôtel de ville et l'église Notre-Dame de l'Assomption.

### Personnalités liées à la commune
- Louis Josson, homme politique né le 4 octobre 1791 à Orchies (Nord) et décédé le 17 novembre 1863 à Paris.
- Louis Deletrez (1841-1892), sculpteur (œuvres exposées au musée de la Chartreuse à Douai)[pourquoi ?].
- Clément Broutin (1851-1889), musicien, prix de Rome en composition musicale de 1878.
- Émile Élie Verhille (1903-1977), prélat et missionnaire catholique en Afrique.
- Attilio Bernasconi (1905-1971), joueur de football, mort à Orchies. Une rue de la ville porte son nom.
- Fernand Herbo (né à Orchies  en 1905, mort en 1995), peintre de la Marine.
- Valérie Létard (née en 1962 à Orchies), femme politique, actuellement sénatrice du Nord et présidente de Valenciennes Métropole.

### Héraldique
|  | Les armes de Orchies se blasonnent ainsi : « D'argent au lion de sable armé et lampassé de gueules, regardant une croisette du même en chef, le tout entouré d'une chaîne de gueules mise en orle. » (Y figurent aussi en bas les croix de guerre 1914-1918 et 1939-1945). |

### Folklore
Orchies a pour géants Porchy, Constance, Pierric, Bela Rada, P'tit Jehan, Tab et Lô, et Marco le jardinier.

## Pour approfondir